# Melkus

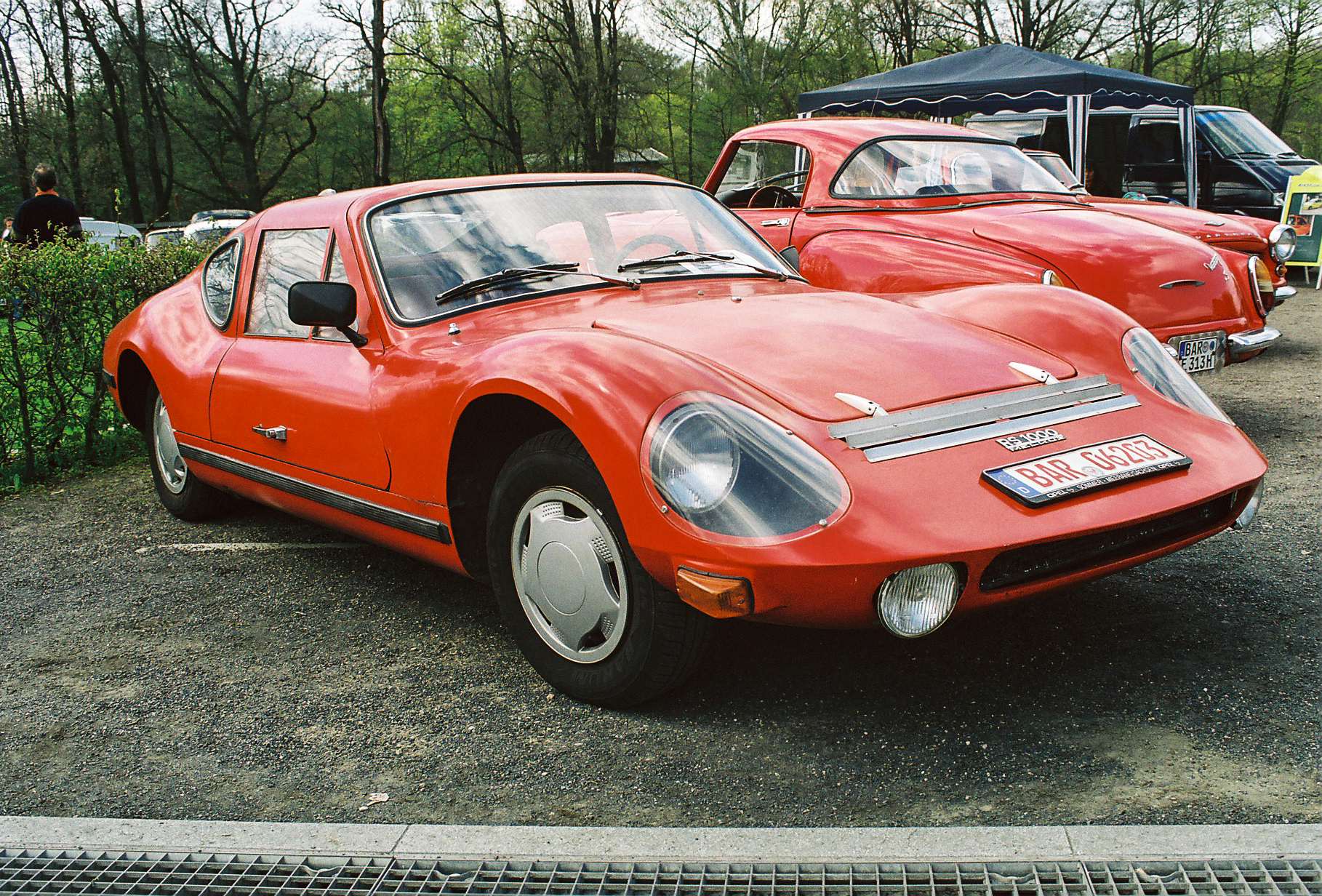
Melkus RS 1000

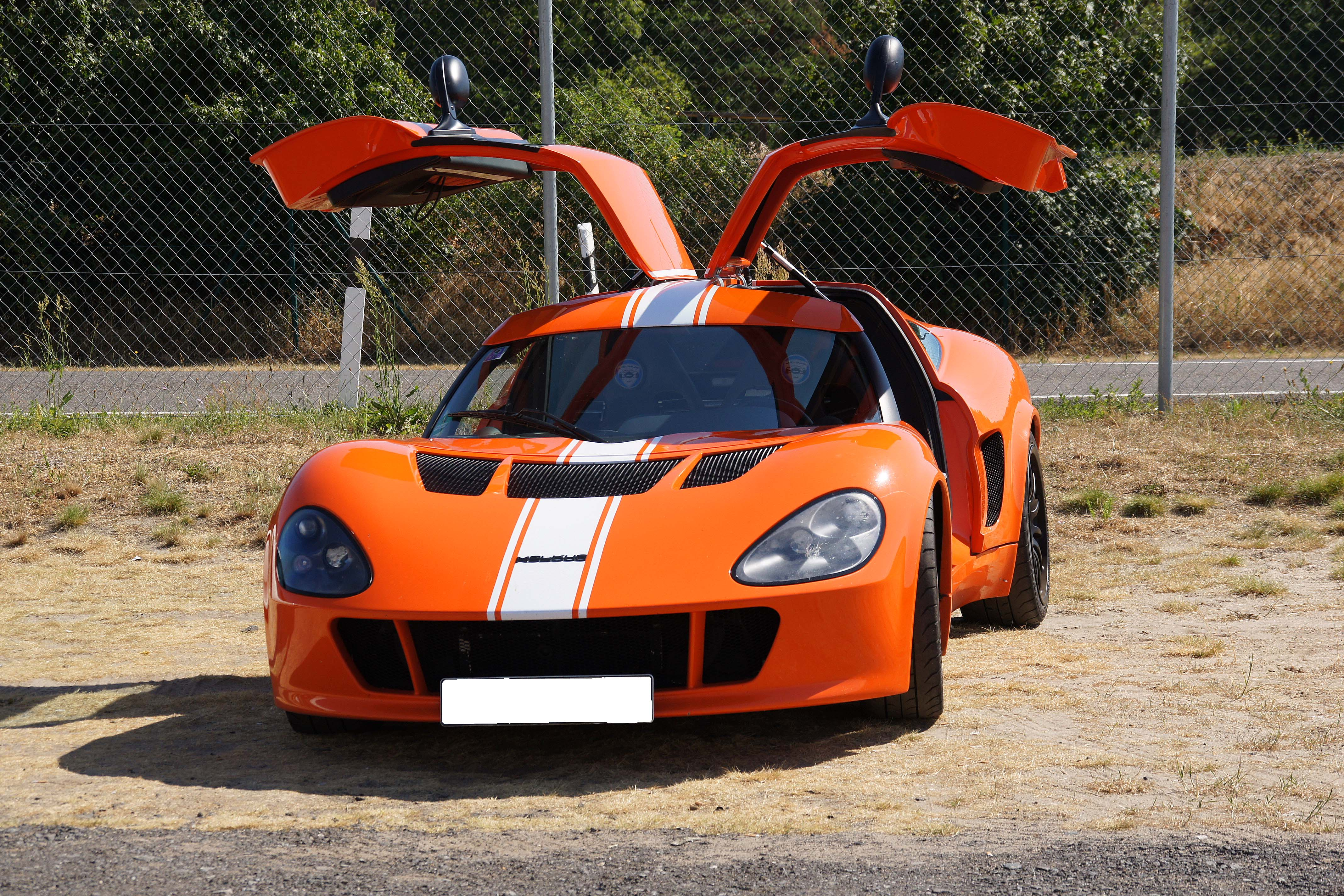
Melkus RS2000

Melkus (Heinz Melkus KG) var en östtysk tillverkare av tävlingsbilar och sportbilar. 

## Historik
Företaget grundades av tävlingsföraren Heinz Melkus i Dresden 1959. Bilarna använde motorer från Wartburg och många andra delar kom från Wartburg och Trabant. Tävlingsbilarna deltog i racingklasserna Formel 3, Formel Junior och Formel E. Man tillverkade även tävlingstillbehör som till exempel en femväxlad låda för Wartburg.
Den enda gatbil som företaget tillverkade var Melkus RS1000. Det var en lätt konstruktion med kaross i glasfiber och måsvingedörrar. Trots att den drevs av en trecylindrig, tvåtaktmotor på 992 cc från en Wartburg 353 var det tillräckligt för en topphastighet på 200 km/h. Under 100 stycken tillverkades. Till 50-årsjubileet kommer en begränsad upplaga av nya RS1000 att tillverkas.
Företaget lade ner biltillverkningen 1986.
1990 startade Heinz Melkus den första BMW-återförsäljningen i forna DDR. 2006 kom en ny Melkus RS 1000 då man valde att tillverka 15 stycken i en begränsad upplaga. Därtill utvecklades en efterföljare, RS 2000.